# Orgue de Sant Miquel
L'Orgue de la Parròquia de Sant Miquel és un orgue que es troba a l'Església de Sant Miquel, situada a la part alta de la ciutat de Palma. Està localitzat sobre una capella baixa de la nau i, tot i la reforma que es va dur a terme al 1995, l'afinació actual no és molt precisa.

## Història
Sant Miquel és una de les esglésies més antigues de Palma però, tot i així, tan sols es fa referència al seu orgue a dues notes històriques. La primera d'elles data del 5 d'octubre de l'any 1517, i parla de com el mestre Bartomeu Ballester va comprar uns orgues de l'Església de Sant Miquel i els va donar a l'hospital. La segona referència a l'orgue és de l'any 1520, quan l'orguener Esteve Sanxo construeix l'orgue de Sant Miquel, i esdevé l'encarregat del seu manteniment i afinació.
Entre els segles XVII i XVIII, l'església de Sant Miquel, inclòs el seu orgue, es comença a deteriorar i, a conseqüència, es duen a terme diverses reformes de restauració de l'edifici. D'aquesta manera, durant la reconstrucció de l'edifici, sobre l'any 1709 es comença a construir un nou orgue, que s'acaba cap al 1721. Tot i així, a partir del 1717 trobem diverses fonts que fan referència, a més del nou, a un altre orgue més antic que s'estava arreglant, donant a entendre que l'orgue de Sanxo del segle xvi i aquest nou del segle xviii varen coexistir durant un temps. Els artesans implicats en la creació del nou orgue i reparació de l'antic foren: Raphel Jeroni Moya, estanyer i plomer; Miquel Cantallops, escultor i organista; Joan Antoni Homs, escultor i dorador; Barthomeu Morey, pintor; Barthomeu Juan, dorador; i Sebastián Caymari, fuster i organista.
La caixa de l'orgue actual és de l'època barroca, probablement de finals del segle xvii. En un passat contenia tres castells, els dos laterals amb set tubs cada un, disposats de manera que els més grans estiguessin al centre; i el castell central amb quinze tubs, disposant els més grans als costats. Més envant, es van treure tots els tubs de la façana, i es van ocupar els castells amb reixes de fusta. L'orgue també comptava amb cadireta, però aquesta es va substituir per un quadre de Santa Cecília.
A partir de l'any 1733 comencem a trobar fonts que parlen sobre els organistes encarregats de fer sonar l'orgue de Sant Miquel. La manera en que es tracta això porta a pensar que ser l'organista de Sant Miquel era un benefici molt demandat, un càrrec honorífic al que pocs podien aspirar. A més, en aquestes fonts també es fa referència a l'Altar Mayor-órgano, fet que podria fer referència a que en aquella època l'orgue estaria situat a l'altar major de l'esglèsia de Sant Miquel.
La següent referència escrita sobre l'orgue és ja del segle xix, i s'hi deixa de parlar sobre l'Altar Major. Per aquesta raó, es pot plantejar la possibilitat que en cert moment l'orgue deixés d'estar a l'altar major, i passés al cor o a un altre lloc de la parròquia.
El secret de l'orgue actual data probablement de finals del segle xix, i probablement el va construir Julià Munar.
A la dècada dels 1960, la casa Organeria Clásica d'Alaró, dirigida per Josep Fullana, va desmontar l'orgue per tal que disposàs de dos teclats i un pedal de transmissió pneumàtica, però quan la fàbrica va tancar aquest orgue es va abandonar.
Al 1995 l'orguener basc Antonio Azpiazu va modificar, reformar i ampliar l'orgue, i l'any 1996 es va innagurar a mà de l'organista Bartomeu Veny.
Actualment tant l'orgue com la parròquia es troben en bon estat, degut a la seva darrera reforma a finals del segle xx, tot i que l'afinació de l'orgue no és gaire precisa.

## Característiques tècniques
Actualment l'orgue compte amb dos teclats manuals de 56 notes cada un i un pedaler de 30 notes.
| Manual I                | Manual II (expressiu) | Pedal          | Acoblaments     |
| ----------------------- | --------------------- | -------------- | --------------- |
| Flautat 8'              | Viola da gamba 8'     | Contrabaix 16' | I/Pedal         |
| Violó 8'                | Veu celeste 8'        | Principal 8'   | II/Pedal        |
| Octava 4'               | Flauta xemeneia 8'    | Octava 4'      | II/I            |
| Quinzena 2'             | Tapadet 4'            | Subbaix 16'    |                 |
| Corneta 5 fileres       | Flauta 2'             | Bordó 8'       | Pedal expressió |
| Ple 3 fileres           | Dotzena 2 2/3'        | Tapat 4'       | Trèmol          |
| Trompeta real 8'        | Setzena I 3/5'        |                |                 |
| Trompeta batalla 8'     | Címbala 3 fileres     |                |                 |
| Baixonet 4' - Magna 16' | Trompeta 8'           |                |                 |
|                         | Clarí 4'              |                |                 |

## Organistes de Sant Miquel
Miquel Cantallops (principis del segle xviii)
Sebastián Caymari (principis del segle xviii)
Francisco Ribas (fins 1733)
Bartolomé Cerdá (1733-1735)
Francisco Cerdá (1735-1750)
Guillem Amengual (1750-1764)
Juan Pastor (a partir de 1764)
Sebastián Parets (a partir de 1823)
Bartomeu Veny (1996)